# Ichneumon erythromerus
Ichneumon erythromerus là một loài tò vò trong họ Ichneumonidae.